# Полуитерат
Полуитерат (или функциональный квадратный корень) функции f(x)  — такая функция g(x), что g(g(x)) = f(x) для любого x. Иными словами, функциональный квадратный корень это квадратный корень по отношению к операции композиции функций.

### Обозначения
Обозначение полуитерата функции f как {\displaystyle f^{\frac {1}{2}}} должно использоваться осторожно в контексте функционального уравнения {\displaystyle f^{2}(x)=g(x)}, так как оно имеет два решения (аналогично обычным квадратным корням), например для {\displaystyle g(x)=4x-6}, ответами являются {\displaystyle f(x)=6-2x} и {\displaystyle f(x)=2x-2}.
Другие принятые обозначения представляют из себя {\displaystyle f_{1/2}} или {\displaystyle f_{[1/2]}}.

### Неподвижные точки
Для нахождения функциональных корней зачастую полезно знать неподвижные точки этой функции при ее композиции. Для функции {\displaystyle f}, точка {\displaystyle x} является неподвижной если верно равенство {\displaystyle f(x)=x}. В таком случае очевидно, что {\displaystyle f^{n}(x)=x} для любого {\displaystyle n} (исключая случаи, когда итерирование функции подверженно феномену Рунге). Например для функции {\displaystyle f(x)=\sin(x)} неподвижной точкой {\displaystyle a} является {\displaystyle a=0}.

### Аналитические решения
Основной метод нахождения полуитерата функции {\displaystyle f} является формула{\displaystyle f^{1/2}(x)=\sum _{m=0}^{\infty }{\tbinom {1/2}{m}}\sum _{k=0}^{m}{\tbinom {m}{k}}(-1)^{m-k}f^{k}(x)}которая может быть получена разложением суперфункции на ряд интерполяционной формулы Ньютона. Данный ряд сходится если итерация функции {\displaystyle f} не подверженна вышеупомянутому феномену Рунге (в таком случае могут применяться методы борьбы с феноменом), а также если суперфункция от данной функции не возрастает быстрее чем показательная функция.
Другим методом является ряд Тейлора функции полуитерата в окрестности неподвижной точки {\displaystyle a}:
{\displaystyle f^{1/2}(x)=a+(x-a){\sqrt {f'(a)}}+{\frac {(x-a)^{2}f''(a)}{2{\sqrt {f'(a)}}}}{\frac {{\sqrt {f'(a)}}-1}{f'(a)-1}}+\cdots }